# (10950) Albertjansen
(10950) Albertjansen (4049 P-L) – planetoida z pasa głównego asteroid okrążająca Słońce w ciągu 5,82 lat w średniej odległości 3,23 j.a. Odkryta 24 września 1960 roku.